# خالد شخير المطيري
د. خالد شخير نغيمش المطيري ( 1972 -)، نائب سابق في مجلس الأمة الكويتي، وحاصل على دكتوراة في التربية الخاصة.

## البرلمان
شارك في انتخابات مجلس الأمة الكويتي عام 2012 وحصل على المركز الثامن في الدائرة الخامسة بـ12560 صوت.

## عضويات
- نائب رئيس الاتحاد الوطني لطلبة الكويت فرع الجامعة لدورتين نقابيتين 1994.[1]
- محاضر غير متفرغ في الهيئة العامة للتعليم التطبيقي والتدريب.
- محاضر غير متفرغ في الجامعة العربية المفتوحة فرع الكويت.
- اختصاصي تربوي في المركز الوطني لتطوير التعليم في الكويت.